# Adeola Runsewe
Adeola Lanre Runsewe (født 1. december 1989) er en nigeriansk fodboldspiller, der spiller for ÍF Fuglafjørður.
Runsewe er 168 cm høj, vejer 71 kg og er angriber. Han blev rykket op i FCM's førsteholdstrup i vinterpausen 2007-08. Før han kom til Danmark, spillede han for klubben FC Ebedei i hjemlandet. Udover FC Ebedei og FC Midtjylland har han også spillet for Skive IK, FC Hjørring, Helsingborgs IF og HB Køge.

## Karriere
I sommeren 2012 købte Silkeborg IF ham fri af kontrakten HB Køge, og underskrev efterfølgende en fireårig kontrakt med Runsewe.
I juli 2013 røg Runsewe i infight med holdkammeraten Marvin Pourié på klubbens træningslejr i Vildbjerg. To dage efter episoden blev Pourié solgt til de nykårede danske mestre FC København.
Han forlod Silkeborg IF sommeren 2016, efter at hans kontrakt udløb.
Han skiftede derefter i februar 2017 til ÍF Fuglafjørður.